# 张惠卿
张惠卿（1924年—），男，浙江海宁人，中国学者、编辑，曾任人民出版社总编辑，第八届全国政协委员。